# Lasiargus pilipes
Lasiargus pilipes är en spindelart som först beskrevs av Kulczynski 1908.  Lasiargus pilipes ingår i släktet Lasiargus och familjen täckvävarspindlar. Inga underarter finns listade i Catalogue of Life.